# علی محمد زهما
علی محمد زهما نویسنده، مترجم و استاد سابق دانشگاه کابل بود.

## تولد و مرگ
علی محمد زهما در ۱۳۰۶خورشیدی (۱٩٢٨میلادی) در قندهار زاده شد. خانواده او از آوارگان هزاره بود که پس از تهاجم عبدالرحمن به هزارستان (۱۲۶۹خورشیدی/۱۸۹۰میلادی)، از ارزگان به قندهار تبعید شده بودند.
زهما در سال ۱۳۶۴خورشیدی/۱۹۸۵میلادی، از طریق بوداپست، پایتخت هنگری/مجارستان به شهر ویانا، پایتخت اتریش رفت و تا زمان مرگش در ۲۴ سرطان/تیر ۱۳۹۷خورشیدی (۱۴ ژوئیه ۲۰۱۸میلادی) در این شهر مقیم بود.

## تحصیلات
زهما دوره ابتدایی را در قندهار و دوره ثانوی (متوسطه) را در لیسه حبیبیه شهر کابل به پایان رساند. او تحصیل را در دانشکده زبان و ادبیات دانشگاه کابل ادامه داد. پس از فارغ التحصیلی، زهما در وزارت معارف افغانستان استخدام شد. او در ۱۳۳۴خورشیدی/۱۹۵۵میلادی، با بورسیه این وزارت، به لندن رفت.

## فعالیت علمی
زهما در سال ۱۳۵۱خورشیدی/۱۹۷۲میلادی، از لندن برگشته، در دانشکده ادبیات و زبان فارسی دانشگاه کابل به عنوان استاد تاریخ و ادبیات فارسی، پذیرفته شده، و به تدریس پرداخت. زهما از سال ۱۳۵۱خورشیدی/۱۹۷۲میلادی تا ۱۳۵۳خورشیدی/۱۹۷۴میلادی، برای تدریس زبان و ادبیات فارسی، عازم دانشگاه پیکنگ/پکن شد. او در سال ۱۳۵۸خورشیدی/۱۹۷۹میلادی، به عضویت آکادمی علوم افغانستان درآمد و پس از یکماه و نیم انجام وظیفه، با کودتای کمونیستها، به زندان رفت.
زهما بعد از رهایی از زندان، از نیمه ۱۳۵۹خورشیدی/۱۹۸۰میلادی، تا ۱۳۶۴خورشیدی/۱۹۸۵میلادی، در عنوان مشاور آکادمی علوم افغانستان خدمت کرد.
واصف باختری و اکرم عثمان از چهره های ادبیات فارسی افغانستان، شاگردان وی بودند.

## فعالیت سیاسی
علی محمد زهما، از نخستین فعالان حزب دموکراتیک خلق افغانستان بود، که بعداً بنا به دلایلی از این حزب کناره گرفت. زهما بعد از کودتای محمدداوود خان، در سال ۱۳۵۲خورشیدی/۱۹۷۳میلادی، از تدریس در فاکولته/دانشکده ادبیات محروم شد. او پس از کودتای کمونیستها در ۱۳۵۷خورشیدی/۱۹۷۸میلادی، به دستور نور محمدترکی به زندان پلچرخی منتقل و شکنجه شد.

## آثار
1. مقالات اجتماعی، کابل، دانشکده زبان و ادبیات
2. فردریک دانکاف، کارل لوتوس بکر، «سرگذشت تمدن»، ترجمه: علی محمد زهما، تهران، انتشارات علمی و فرهنگی، ۱۳۸۰خورشیدی.
3. زهما، علی‌محمد، طنین (مجموعه شعر)، ویانا (وین)، انتشارات هولس هاوزن، ۲۰۰۵میلادی.
4. لودویک، دبلیو، آدمک، «تاریخ روابط سیاسی افغانستان از زمان امیر عبدالرحمن تا استقلال»، ترجمه: علی محمد زهما، کابل، افغان کتاب، ۱۳۴۹خورشیدی.
5. علی محمد زهما، محمدعلی کهزاد، علی احمد نعیمی، محمدابراهیم خان صفا، میرغلام محمدخان غبار، «تاریخ ادبیات افغانستان»، کابل، کتاب خانه رشیدیه، ۱۳۸۳خورشیدی.
6. واسیلی بارتولد، «تاریخ سیاسی و اجتماعی آسیای مرکزی تا قرن ۱۲میلادی»، ترجمه: علی محمد زهما، کابل، چاپ پوهنی، ۱۳۴۴خورشیدی.